# Свети Примож над Муто
Свети Примож над Муто (словен. Sveti Primož nad Muto) је насељено место у општини Мута, Корушка регија, Словенија.

## Историја
До територијалне реорганизације у Словенији био је у саставу старе општине Радље об Драви.

## Становништво
У попису становништва из 2011. године, Свети Примож над Муто је имао 308 становника.
| Број становника према пописима | Број становника према пописима | Број становника према пописима |
| ------------------------------ | ------------------------------ | ------------------------------ |
| 1991                           | 2002                           | 2011                           |
| 305                            | 304                            | 308                            |

Напомена: Од 1955. до 1994. године исказивано под именом Подлипје. Године 1984. умањено за део насеља који је припојен насељу Мута.